# Малдонадо (Уругвај)
Малдонадо (шп. Maldonado) је главни град Малдонадо департмента у Уругвају. По попису становништва из је седми град у Уругвају по броју становника.

## Историја града
Порекло имена града Малдонадо датира од јануара 1530. године, када је Себастијан Кабот, италијански истраживач, отпутовао за Кастиљу и оставио свог поручника Франциска Малдонада у данашњем заливу Малдонадо. Након Мадридског уговора, када су почели да деле шпанску и португалску имовину у том делу Америке, војни гувернер Монтевидеа, Хосе Хоакин де Вијана, предложио је краљу да оснују два ентитета, једно у Малдонаду, а друго у Минасу.
У августу 1755. године, још увек чекајући одговор од краља, Вијана је одлучио да оде са неким породицама и крене према Портозуелу. Тамо је тада основан Малдонадо. Вијана је касније напустилј насеље, остављајући становницима животиње и довољно залиха за живот. Становништво је успело да преживи и расте због профита од узгоја усева и узгоја стоке.  Када се Вијана вратио 20 месеци касније, са собом је довео 7 аутохтоних породица и укључио их у мало село како би помогао расту становништва. Такође је преселио насеље на њихову садашњу локацију.  Зграде које су данас изграђене око градског трга у Малдонаду, укључујући и катедралу, подсећају на традиционални шпански стил, дајући доказ да су шпанска краљевска породица била укључена у раст и развој Малдонада.  У мају 1783. године становништво се повећало и сељани су дали Дон Луису Естремери моћ да надгледа стварање градског већа, чиме је град легално основан 25 година након што га је Вијана основао. Након вишегодишњих покушаја, 14. марта 1787. године одржани су избори који су одобрени 8 дана касније, и изабрано је Градско веће Малдонада, а град Малдонадо је постао град Сан Фернандо Де Малдонадо у част Фердинанда VI од Шпаније. Са успостављеним градским већем, становници Малдонада могли су бранити своја права као грађани.

## Становништво
По попису из 2011. године град Малдонадо има 62.590 становбника.Општина According to the Intendencia Departamnetal de Maldonado, the Малдонадо има популацију од 105.000 становника.
| Година | Популација |
| ------ | ---------- |
| 1908.  | 4.431      |
| 1963.  | 15.005     |
| 1975.  | 22.762     |
| 1985.  | 33.535     |
| 1996.  | 48.936     |
| 2004.  | 54.603     |
| 2011.  | 62.590     |

Извор: Instituto Nacional de Estadística de Uruguay